# Espen Lysdahl
Espen Lysdahl (* 19. April 1990 in Asker) ist ein ehemaliger norwegischer Skirennläufer. Er startete hauptsächlich in Slalom und Riesenslalom.

## Biografie
Lysdahl bestritt im Dezember 2005 in Norwegen seine ersten FIS-Rennen und nahm 2007 am Europäischen Olympischen Winter-Jugendfestival teil, wo er Sechster im Riesenslalom wurde. Nach ersten Einsätzen im Europacup im Dezember 2007 startete er ab dem Winter 2008/09 regelmäßig im Europacup. Sein bislang bestes Ergebnis in dieser Rennserie erreichte er am 27. Januar 2011 mit Platz sechs im Slalom von Méribel. Am 18. Dezember 2009 kam Lysdahl im Super G von Gröden erstmals im Weltcup zum Einsatz, konnte sich dort aber ebenso wie bei seinen sechs folgenden Weltcupeinsätzen nicht in den Punkterängen klassieren.
2009 in Garmisch-Partenkirchen nahm er erstmals an Juniorenweltmeisterschaften teil und erreichte dort als bestes Ergebnis den 15. Rang in der Abfahrt. Erfolgreicher war er ein Jahr später bei den Juniorenweltmeisterschaften in der Region Mont Blanc, wo er Silber im Super G und Bronze im Riesenslalom gewann. Ebenfalls 2010 wurde er Norwegischer Juniorenmeister in Slalom und Riesenslalom und gewann bei den norwegischen Meisterschaften die Bronzemedaille in der Super Kombination.
Aufgrund seines Studiums der Finanzwirtschaft an der University of Denver nimmt Lysdahl seit 2011/12 vorwiegend an Rennen in Nordamerika teil und startet statt im Europa- im Nor-Am Cup. In dieser Rennserie erzielte er am 14. Dezember 2011 als Zweiter des Riesenslaloms von Panorama seinen ersten Podestplatz und am 16. März 2014 mit dem Slalom von Canada Olympic Park den ersten Sieg.
Am 14. Dezember 2014 bestritt er mit dem Slalom in Åre nach fast vierjähriger Unterbrechung wieder ein Weltcuprennen, qualifizierte sich mit Startnummer 42 für den zweiten Durchgang und belegte in der Endabrechnung Rang neun, womit er seine ersten Weltcuppunkte gewann. Nach der Saison 2015/16 beendete Lysdahl seine Karriere.

## Erfolge

### Weltmeisterschaften
- Vail/Beaver Creek 2015: 16. Slalom

### Weltcup
- 1 Platzierung unter den besten zehn

### Weltcupwertungen
| Saison  | Gesamt | Gesamt | Slalom | Slalom |
| Saison  | Platz  | Punkte | Platz  | Punkte |
| ------- | ------ | ------ | ------ | ------ |
| 2014/15 | 110.   | 29     | 35.    | 29     |
| 2015/16 | 133.   | 13     | 45.    | 13     |

### Nor-Am Cup
- Saison 2011/12: 4. Slalomwertung
- Saison 2012/13: 6. Slalomwertung
- Saison 2013/14: 3. Slalomwertung
- Saison 2014/15: 9. Gesamtwertung, 2. Slalomwertung
- 10 Podestplätze, davon 2 Siege:

| Datum             | Ort                 | Land   | Disziplin |
| ----------------- | ------------------- | ------ | --------- |
| 16. März 2014     | Canada Olympic Park | Kanada | Slalom    |
| 27. November 2015 | Jackson             | USA    | Slalom    |

### Juniorenweltmeisterschaften
- Garmisch-Partenkirchen 2009: 15. Abfahrt
- Mont Blanc 2010: 2. Super G, 3. Riesenslalom, 11. Abfahrt

### Weitere Erfolge
- zweifacher Norwegischer Juniorenmeister (Slalom und Riesenslalom 2010)
- 4 Podestplätze im Australia New Zealand Cup, davon 2 Siege
- 13 Siege bei FIS-Rennen